# Festival de la Canción de Eurovisión 2017
El LXII Festival de la Canción de Eurovisión se celebró en la capital ucraniana, Kiev, los días 9, 11 y 13 de mayo de 2017. Esta fue la segunda vez que el concurso se celebró en territorio ucraniano, tras la edición de 2005. El evento tuvo lugar en el Centro Internacional de Exposiciones y fue conducido por Oleksandr Skichko, Volodymyr Ostapchuk y Timur Miroshnychenko (este último como presentador en las conexiones con la denominada «Green room»). Fue la segunda ocasión, además de la edición inaugural de 1956 conducida por un hombre en solitario, en la que los presentadores fueron exclusivamente hombres.
El ganador fue Salvador Sobral, que representaba a Portugal con el tema «Amar pelos dois». La canción ganó ambas votaciones; obtuvo 382 del jurado y 376 del televoto. Este territorio ha sido el país en permanecer más tiempo sin ganar (48 ediciones), ya que, desde su debut en 1964, no había ganado ninguna vez.
El lema de esta edición fue Celebrate Diversity («Celebrad la diversidad»). El lema venía acompañado de un logotipo basado en los collares tradicionales ucranianos conocidos como namysto, que al emplear cuentas con distintos diseños simbolizan «tanto la diversidad como la individualidad», según palabras de los organizadores.
El 31 de octubre de 2016 se confirmó la lista de países participantes en el festival, con un total de 43, igualando el récord de participantes alcanzado en 2008 y 2011. Portugal y Rumania volverán después de un año de ausencia. Por su parte, Bosnia y Herzegovina, que había regresado en la edición anterior, decidió retirarse debido a problemas financieros. Asimismo, Rusia se retiró después de que el país organizador prohibiera la entrada a su cantante, con lo que el número de países participantes finalmente fue de 42.
Italia fue la gran favorita del festival, seguida por un margen amplio de Portugal, Bulgaria y Bélgica. Después de las semifinales y poco antes de la final, Portugal y Moldavia subieron en las apuestas. Al final, Portugal se declaró campeón de Eurovisión 2017, seguido de Bulgaria, Moldavia, Bélgica y Suecia. Italia no logró defender su calidad de favorita y quedó en sexta posición.
El 22 de marzo, el gobierno ucraniano prohibió la entrada a la representante rusa Yuliya Samoylova. Según el gobierno ucraniano, la artista entró a Ucrania sin autorización cuando actuó en Crimea —territorio que Ucrania considera suyo— tras la anexión rusa, con lo cual se le prohibió la entrada al país a Yuliya por 3 años. El 23 de marzo, la Unión Europea de Radiodifusión permitió a Samóylova participar por satélite desde fuera del país anfitrión, un hecho sin precedentes en la historia del festival. Sin embargo, dicha posibilidad ha sido descartada por Rusia, que considera que todos los países deben participar obligatoriamente sobre el mismo escenario y que las normas establecen que «el país organizador del festival, debe garantizar a todos los participantes la posibilidad de obtener un visado para el periodo de celebración del evento». Igualmente dicha posibilidad ha sido descartada por Ucrania, país organizador, que considera que la simple retransmisión de la actuación de la cantante por su televisión nacional, viola sus leyes en la misma medida que si permitiera su entrada al país. Finalmente, el 13 de abril Rusia confirmó su retirada del festival, afirmado que regresarían en la edición de 2018.

## Organización

### Sede del festival
Una vez finalizado el Festival de 2016, el jefe de la NTU y la jefa de la delegación de Ucrania, Viktoria Romanova, afirmaron, el 18 de mayo de 2016, que la primera discusión organizativa del concurso se llevaría a cabo antes del 8 de junio de 2016, reunión en la que Unión Europea de Radiodifusión (UER) y la NTU repasarían los requisitos técnicos para el concurso, así como la eventual formación requerida para que el concurso pueda tener lugar en Ucrania. Romanova también anunció que la sede sería anunciada durante el verano. 
El 23 de junio de 2016, la NTU y el Gobierno de Ucrania lanzaron formalmente el proceso de licitación para que las ciudades interesadas en acoger el concurso de 2017 presenten su candidatura. Los criterios de selección fueron definidos por un Comité Organizador local nombrado por el Gobierno y encabezado por el primer ministro ucraniano Volodymyr Groysman. Las ciudades que expresaron un interés inicial en ser la ciudad sede del festival y las cuales fueron elegidas para aspirar a albergar el festival fueron Járkov, Dnipropetrovsk, Jersón, Kiev, Leópolis y Odesa.
El 23 de junio de 2016, la NTU anunció las condiciones que debían cumplir las ciudades y recintos candidatos para albergar el festival:
- El recinto sede debe tener un aforo mínimo de 7 000 espectadores, idealmente debería ser de al menos 10 000 espectadores.
- El recinto sede debe estar techado.
- El centro de prensa debe poder acomodar al menos 1 550 periodistas de todo el mundo.
- La ciudad sede debe tener acceso a un aeropuerto internacional con excelentes conexiones entre el aeropuerto y la ciudad.
- Se debe proporcionar un recinto con un aforo de al menos 3 000 personas para las fiestas de bienvenida y despedida.
- Las ciudades deben proporcionar un programa social junto a la candidatura que demuestre la hospitalidad, originalidad, los valores culturales y la identidad de la ciudad y de Ucrania.

El proceso de licitación, que contó con cuatro fases entre el 24 de junio y el 27 de julio de 2016, se detalló de la siguiente manera:
- 8 de julio de 2016: fecha límite para preparar las candidaturas oficiales.
- 15 de julio de 2016: el grupo de trabajo anuncia las candidaturas que cumplen los requisitos de recinto, hoteles de alojamiento oficiales, conexiones de transporte en la ciudad y con destinos internacionales.
- 18-22 de julio de 2016: las ciudades candidatas presentaron su candidatura ante el Comité Organizador; tres ciudades candidatas fueron elegidas finalistas y sus candidaturas fueron entregadas a la Unión Europea de Radiodifusión.
- 22-27 de julio de 2016: inspección de las ciudades finalistas por parte de la UER y miembros del Comité Organizador y conferencia de prensa para anunciar la ciudad anfitriona de Eurovisión 2017.

Antes del inicio del proceso de licitación, las ciudades de Cherkasy, Irpin, Uzhhorod y Vínnitsa también habían expresado su interés en acoger el concurso, pero finalmente no entraron en el proceso de licitación. El Ministro de Cultura, Yevhen Nyshchuk, declaró que no existía un lugar apropiado para el concurso en Ucrania, por lo que se sugería la construcción de una nueva sede o la remodelación significativa de una existente.
El 22 de julio de 2016, la lista se redujo a las candidaturas de Kiev, Odesa y Dnipropetrovsk como finalistas.
La UER anunció el 30 de julio que la ciudad sede se anunciaría «a su debido momento», en lugar del 1 de agosto, y el supervisor ejecutivo del festival Jon Ola Sand declaró que la UER «realmente quiere tomarse el tiempo necesario para llegar a la decisión correcta».
El 25 de agosto, una hora antes del anuncio de la ciudad sede, la NTU pospuso la conferencia por cuarta vez, debido a la necesidad de examinar más a fondo los detalles con respecto a la decisión. El alcalde de Dnipropetrovsk, Boris Filatov, declaró que el país «ha perdido casi dos meses valiosos» en el proceso de licitación, llamando a la decisión de posponer el anuncio por cuarta vez una «vergüenza» y una «desgracia». Tras esto, Zurab Alasania, director de NTU, anunció que Dnipropetrovsk estaba formalmente fuera de la competición, y que la decisión sería entre Odesa y Kiev aunque, oficialmente, Dnipropetrovsk seguía estando dentro de la competición. Tras días de retraso, la NTU anunció el 8 de septiembre que la ciudad sede se daría a conocer al día siguiente a las 13:00 EEST, cuando se reveló que, a pesar de que varios medios habían anunciado anteriormente que Odesa celebraría el festival, sería Kiev la que organizaría el certamen.
     Ciudades finalistas      Ciudad sede
| Ciudad         | Sede                                 | Capacidad      | Información |
| -------------- | ------------------------------------ | -------------- | --- |
| Dnipropetrovsk | DniproEuroArena                      | 6.000-9.500    | La propuesta incluía la reconstrucción del Estadio Meteor, renombrado como «DniproEuroArena», e incluía la construcción de un techo. Las obras hubieran estado planeadas para terminarse en marzo de 2017.                                                                                                   |
| Járkov         | Estadio Metalist                     | 40.000         | Sede de la Eurocopa 2012. Hubiese requerido obras de remodelación significativas, incluyendo la construcción de un techo. |
| Jersón         | Sala de conciertos «Yubileyniy»      | 1.600          | La propuesta incluía la expansión y reconstrucción del recinto, trabajos que hubiesen requerido 7-8 meses. |
| Kiev           | Palacio de los Deportes              | 10.000         | Sede del Festival de la Canción de Eurovisión 2005 y del Festival de la Canción de Eurovisión Junior 2009. Podía no estar disponible para los preparativos del certamen ya que el estadio acogerá parte del torneo de hockey sobre hielo División I del Campeonato del Mundo 2017 entre el 22 y 28 de abril. |
| Kiev           | Centro Internacional de Exposiciones | 13.000         | Fue incluido en la propuesta como reserva en caso de que el Palacio de los Deportes no estuviera disponible. Kiev confirmó el 24 de agosto de 2016 que preferiría organizar el concurso en este recinto si era elegido ciudad sede.                                                                          |
| Leópolis       | Arena Lviv                           | 35.000         | Sede de la de Eurocopa 2012. Hubiese requerido trabajos de construcción significativos, incluyendo la adición de un techo. |
| Leópolis       | Arena por construir                  | Por determinar | Arena inacabada originalmente planeada para el EuroBasket 2015 cuyas obras estaban al 25% cuando se pararon. |
| Odesa          | Estadio Chernomorets                 | 34.164         | Requería obras de remodelación significativas, incluyendo la construcción de un techo. |

### Fechas propuestas
Las fechas previstas para el concurso fueron anunciadas el 14 de marzo de 2016 en una reunión de jefes de delegaciones en Estocolmo, con las semifinales que tendrían lugar el 16 y 18 de mayo y la final el 20 de mayo de 2017. Estas fechas preliminares fueron elegidas por la UER para evitar coincidir con cualquier gran evento televisivo o deportivo que tenga lugar en ese período de tiempo. Estas fueron cambiadas posteriormente por la UER con las semifinales previstas para el 9 y 11 de mayo y la final el 13 de mayo. Esto fue debido a una petición de NTU porque las fechas anteriores coincidían con el día conmemorativo de las víctimas del genocidio de los tártaros de Crimea el 18 de mayo. Las actuales fechas coinciden con la segunda etapa de las semifinales de la Liga de Campeones de la UEFA 2016-17 y la Liga Europa de la UEFA 2016-17. También se planteó la posibilidad con las semifinales el 23 y 25 de mayo y la final el día 27, para evitar la coincidencia con las competiciones de la UEFA y así la NTU tuviera más tiempo para organizar el evento. Las fechas oficiales, finalmente, fueron confirmadas para el 9, 11 y 13 de mayo.

### Identidad visual
Como es costumbre, como acompañamiento del isotipo genérico de Eurovisión, la organización de esta edición creó una identidad visual propia para el desarrollo del Festival, la cual fue presentada el 30 de enero de 2017. El emblema principal de esta edición, creado por las agencias creativas Republique y Banda, es una interpretación moderna de los collares tradicionales ucranianos conocidos como namysto, que son empleados como amuleto protector y símbolo de belleza y salud. Según las agencias creadoras, cada cuenta de estos collares es única en diseño y forma, por lo que «simbolizan un mensaje que resuena en el Festival de Eurovisión; todos nosotros somos verdaderamente únicos, y estamos entrelazados por la conexión común del amor por la música». Junto al logo, se utiliza el lema «Celebrate Diversity» («Celebra la diversidad» en español). La infografía, la decoración y el merchandising entre otros aspectos giraron en torno a este concepto artístico. El diseño del escenario fue encargado al escenógrafo alemán Florian Wieder, quien ya había estado detrás de la creación de los escenarios de las ediciones del festival de Düsseldorf 2011, Bakú 2012, y Viena 2015, así como de varias galas de premios de la MTV o del concurso The X Factor, entre otros trabajos. El escenario consistió en una plataforma principal circular con suelo de pantalla led, enmarcada por una estructura arco con formas curvas en cuya superficie se proyectaban imágenes, y una gran pantalla led como fondo para crear distintos ambientes. Frente a la plataforma principal hubo una plataforma satélite más pequeña en medio del público. La denominada Green Room (el lugar donde los artistas esperan los resultados tras su actuación) estuvo situada en el mismo recinto, en el extremo opuesto al escenario.
Durante el festival cada actuación estuvo precedida por un breve vídeo de introducción (conocido como «postcard» o «postal») centrado en el artista y sus emociones. Los vídeos mostraron a los artistas en localizaciones destacadas de su país, en imágenes filmadas por cada televisión participante,  así como ya en Kiev, en un set que simulaba las bambalinas del escenario antes de salir a actuar, en imágenes grabadas por la empresa local Goodmedia.

## Países participantes
La lista oficial de participantes se dio a conocer el 31 de octubre de 2016, totalizando 43 países inscritos e igualando el récord de participantes establecido en los festivales de 2008 y 2011. Cabe destacar los retornos de Portugal y Rumania tras su ausencia en la edición de 2016, mientras que Bosnia y Herzegovina se retiró por problemas financieros. Rusia se retiró más tarde tras la prohibición de su representante, Yulia Samóilova, de entrar en el país, dejando la lista de países en 42.

### Canciones y selección
| País y TV             | Título original de la canción | Artista                           | Proceso y fecha de selección                                                                 |
| País y TV             | Traducción al español         | Idiomas                           | Proceso y fecha de selección                                                                 |
| --------------------- | ----------------------------- | --------------------------------- | -------------------------------------------------------------------------------------------- |
| Albania RTSH          | «World»                       | Lindita                           | Festivali i Këngës 55, 23-12-2016 (Presentación versión final, 13-03-2017)                   |
| Albania RTSH          | Mundo                         | Inglés                            | Festivali i Këngës 55, 23-12-2016 (Presentación versión final, 13-03-2017)                   |
| Alemania NDR          | «Perfect Life»                | Levina                            | Unser Song 2017, 09-02-2017                                                                  |
| Alemania NDR          | Vida perfecta                 | Inglés                            | Unser Song 2017, 09-02-2017                                                                  |
| Armenia AMPTV         | «Fly with Me»                 | Artsvik                           | Depi Evratesil, 24-12-2016 Presentación de la canción, 18-03-2017                            |
| Armenia AMPTV         | Vuela conmigo                 | Inglés                            | Depi Evratesil, 24-12-2016 Presentación de la canción, 18-03-2017                            |
| Australia SBS         | «Don't Come Easy»             | Isaiah                            | Elección interna, 07-03-2017                                                                 |
| Australia SBS         | No resulta fácil              | Inglés                            | Elección interna, 07-03-2017                                                                 |
| Austria ORF           | «Running on Air»              | Nathan Trent                      | Presentación de la canción, 27-02-2017 (cantante elegido internamente, 19-12-2016)           |
| Austria ORF           | Corriendo en el aire          | Inglés                            | Presentación de la canción, 27-02-2017 (cantante elegido internamente, 19-12-2016)           |
| Azerbaiyán İctimai    | «Skeletons»                   | Dihaj                             | Presentación de la canción, 11-03-2017 (cantante elegida internamente, 05-12-2016)           |
| Azerbaiyán İctimai    | Esqueletos                    | Inglés                            | Presentación de la canción, 11-03-2017 (cantante elegida internamente, 05-12-2016)           |
| Bélgica RTBF          | «City Lights»                 | Blanche                           | Presentación de la canción, 08-03-2017 (cantante elegida internamente, 22-11-2016)           |
| Bélgica RTBF          | Luces de la ciudad            | Inglés                            | Presentación de la canción, 08-03-2017 (cantante elegida internamente, 22-11-2016)           |
| Bielorrusia BRTC      | «Story of My Life»            | Naviband                          | EuroFest 2017,20-01-2017 (Presentación versión final, 06-03-2017)                            |
| Bielorrusia BRTC      | Historia de mi vida           | Bielorruso                        | EuroFest 2017,20-01-2017 (Presentación versión final, 06-03-2017)                            |
| Bulgaria BNT          | «Beautiful Mess»              | Kristian Kostov                   | Elección interna, 13-03-2017                                                                 |
| Bulgaria BNT          | Hermoso desastre              | Inglés                            | Elección interna, 13-03-2017                                                                 |
| Chipre CyBC           | «Gravity»                     | Hovig                             | Presentación de la canción, 01-03-2017 (cantante elegido internamente, 21-10-2016)           |
| Chipre CyBC           | Gravedad                      | Inglés                            | Presentación de la canción, 01-03-2017 (cantante elegido internamente, 21-10-2016)           |
| Croacia HRT           | «My Friend»                   | Jacques Houdek                    | Presentación de la canción, 02-03-2017 (cantante elegido internamente, 17-02-2017)           |
| Croacia HRT           | Mi amigo                      | Inglés e italiano                 | Presentación de la canción, 02-03-2017 (cantante elegido internamente, 17-02-2017)           |
| Dinamarca DR          | «Where I Am»                  | Anja                              | Dansk Melodi Grand Prix 2017, 25-02-2017                                                     |
| Dinamarca DR          | Donde estoy                   | Inglés                            | Dansk Melodi Grand Prix 2017, 25-02-2017                                                     |
| Eslovenia RTVSLO      | «On My Way»                   | Omar Naber                        | EMA 2017, 24-02-2017 (Presentación versión final, 02-04-2017)                                |
| Eslovenia RTVSLO      | En mi camino                  | Inglés                            | EMA 2017, 24-02-2017 (Presentación versión final, 02-04-2017)                                |
| España TVE            | «Do It for Your Lover»        | Manel Navarro                     | Objetivo Eurovisión, 11-02-2017                                                              |
| España TVE            | Hazlo por los que te quieren  | español e inglés                  | Objetivo Eurovisión, 11-02-2017                                                              |
| Estonia ERR           | «Verona»                      | Koit Toome & Laura                | Eesti Laul 2017, 04-03-2017                                                                  |
| Estonia ERR           | Verona                        | Inglés                            | Eesti Laul 2017, 04-03-2017                                                                  |
| Finlandia Yle         | «Blackbird»                   | Norma John                        | UMK 2017, 28-01-2017                                                                         |
| Finlandia Yle         | Mirlo                         | Inglés                            | UMK 2017, 28-01-2017                                                                         |
| Francia France 2      | «Requiem»                     | Alma                              | Elección interna, 09-02-2017 (Presentación versión final, 11-03-2017)                        |
| Francia France 2      | Réquiem                       | Francés e Inglés                  | Elección interna, 09-02-2017 (Presentación versión final, 11-03-2017)                        |
| Georgia GPB           | «Keep the Faith»              | Tamara Gachechiladze              | Final nacional, 20-01-2017 (Presentación versión final, 06-04-2017)                          |
| Georgia GPB           | Mantén la fe                  | Inglés                            | Final nacional, 20-01-2017 (Presentación versión final, 06-04-2017)                          |
| Grecia ERT            | «This Is Love»                | Demy                              | Ellinikós Telikós, 06-03-2017 (cantante elegida internamente, 13-01-2017)                    |
| Grecia ERT            | Esto es amor                  | Inglés                            | Ellinikós Telikós, 06-03-2017 (cantante elegida internamente, 13-01-2017)                    |
| Hungría MTVA          | «Origo»                       | Joci Pápai                        | A Dal, 18-02-2017                                                                            |
| Hungría MTVA          | Origen                        | Húngaro                           | A Dal, 18-02-2017                                                                            |
| Irlanda RTÉ           | «Dying to Try»                | Brendan Murray                    | Presentación de la canción, 10-03-2017 (cantante elegido internamente, 16-12-2016)           |
| Irlanda RTÉ           | Muriendo por intentar         | Inglés                            | Presentación de la canción, 10-03-2017 (cantante elegido internamente, 16-12-2016)           |
| Islandia RÚV          | «Paper»                       | Svala                             | Söngvakeppnin 2017, 11-03-2017                                                               |
| Islandia RÚV          | Papel                         | Inglés                            | Söngvakeppnin 2017, 11-03-2017                                                               |
| Israel IBA            | «I Feel Alive»                | IMRI                              | HaKokhav HaBa, 13-02-2017 Presentación de la canción, 09-03-2017                             |
| Israel IBA            | Me siento vivo                | Inglés                            | HaKokhav HaBa, 13-02-2017 Presentación de la canción, 09-03-2017                             |
| Italia RAI            | «Occidentali's Karma»         | Francesco Gabbani                 | Festival de la Canción de San Remo 2017, 11-02-2017 (Presentación versión final, 17-03-2017) |
| Italia RAI            | Karma occidental              | Italiano                          | Festival de la Canción de San Remo 2017, 11-02-2017 (Presentación versión final, 17-03-2017) |
| Letonia LTV           | «Line»                        | Triana Park                       | Supernova, 26-02-2017                                                                        |
| Letonia LTV           | Línea                         | Inglés                            | Supernova, 26-02-2017                                                                        |
| Lituania LRT          | «Rain of Revolution»          | Fusedmarc                         | Eurovizijos, 11-03-2017                                                                      |
| Lituania LRT          | Lluvia de revolución          | Inglés                            | Eurovizijos, 11-03-2017                                                                      |
| Macedonia (ARY) MRT   | «Dance Alone»                 | Jana Burčeska                     | Presentación de la canción, 10-03-2017 (cantante elegida internamente, 21-11-2016)           |
| Macedonia (ARY) MRT   | Bailar sola                   | Inglés                            | Presentación de la canción, 10-03-2017 (cantante elegida internamente, 21-11-2016)           |
| Malta PBS             | «Breathlessly»                | Claudia Faniello                  | Malta Eurovision Song Contest 2017, 18-02-2017                                               |
| Malta PBS             | Sin aliento                   | Inglés                            | Malta Eurovision Song Contest 2017, 18-02-2017                                               |
| Moldavia TRM          | «Hey, Mamma!»                 | SunStroke Project                 | O Melodie Pentru Europa, 25-02-2017                                                          |
| Moldavia TRM          | ¡Eh, nena!                    | Inglés                            | O Melodie Pentru Europa, 25-02-2017                                                          |
| Montenegro RTCG       | «Space»                       | Slavko Kalezić                    | Presentación de la canción, 10-03-2017 (cantante elegido internamente, 29-12-2016)           |
| Montenegro RTCG       | Espacio                       | Inglés                            | Presentación de la canción, 10-03-2017 (cantante elegido internamente, 29-12-2016)           |
| Noruega NRK           | «Grab the Moment»             | JOWST ft. Aleksander Walmann      | Melodi Grand Prix 2017, 11-03-2017                                                           |
| Noruega NRK           | Atrapa el momento             | Inglés                            | Melodi Grand Prix 2017, 11-03-2017                                                           |
| Países Bajos AVROTROS | «Lights and Shadows»          | O'G3NE                            | Presentación de la canción, 03-03-2017 (cantantes elegidos internamente, 29-10-2016)         |
| Países Bajos AVROTROS | Luces y sombras               | Inglés                            | Presentación de la canción, 03-03-2017 (cantantes elegidos internamente, 29-10-2016)         |
| Polonia TVP           | «Flashlight»                  | Kasia Moś                         | Krajowe Eliminacje 2017,18-02-2017                                                           |
| Polonia TVP           | Destello                      | Inglés                            | Krajowe Eliminacje 2017,18-02-2017                                                           |
| Portugal RTP          | «Amar pelos dois»             | Salvador Sobral                   | Festival da Canção 2017, 05-03-2017                                                          |
| Portugal RTP          | Amar por los dos              | Portugués                         | Festival da Canção 2017, 05-03-2017                                                          |
| Reino Unido BBC       | «Never Give Up on You»        | Lucie Jones                       | Eurovision: You Decide, 27-01-2017 (Presentación versión final, 11-03-2017)                  |
| Reino Unido BBC       | Nunca renunciaré a ti         | Inglés                            | Eurovision: You Decide, 27-01-2017 (Presentación versión final, 11-03-2017)                  |
| República Checa ČT    | «My Turn»                     | Martina Bárta                     | Presentación de la canción, 07-03-2017 (cantante elegido internamente, 15-02-2016)           |
| República Checa ČT    | Mi turno                      | Inglés                            | Presentación de la canción, 07-03-2017 (cantante elegido internamente, 15-02-2016)           |
| Rumanía TVR           | «Yodel It!»                   | Ilinca ft. Alex Florea            | Selecției Naționale 2017, 05-03-2017                                                         |
| Rumanía TVR           | Cántalo a la tirolesa         | Inglés                            | Selecției Naționale 2017, 05-03-2017                                                         |
| Rusia C1R             | «Flame Is Burning»            | Yulia Samóilova                   | Elección interna 12-03-2017                                                                  |
| Rusia C1R             | Arde la llama                 | Inglés                            | Elección interna 12-03-2017                                                                  |
| San Marino SMRTV      | «Spirit of the Night»         | Valentina Monetta y Jimmie Wilson | Elección interna 12-03-2017                                                                  |
| San Marino SMRTV      | Espíritu de la noche          | Inglés                            | Elección interna 12-03-2017                                                                  |
| Serbia RTS            | «In Too Deep»                 | Tijana Bogićević                  | Presentación de la canción, 11-03-2017 (cantante elegido internamente, 27-02-2017)           |
| Serbia RTS            | En lo más profundo            | Inglés                            | Presentación de la canción, 11-03-2017 (cantante elegido internamente, 27-02-2017)           |
| Suecia SVT            | «I Can't Go On»               | Robin Bengtsson                   | Melodifestivalen 2017, 11-03-2017                                                            |
| Suecia SVT            | No puedo seguir               | Inglés                            | Melodifestivalen 2017, 11-03-2017                                                            |
| Suiza SRG SSR         | «Apollo»                      | Timebelle                         | Die Große Entscheidungsshow 2017, 05-02-2017                                                 |
| Suiza SRG SSR         | Apolo                         | Inglés                            | Die Große Entscheidungsshow 2017, 05-02-2017                                                 |
| Ucrania UA:PBC        | «Time»                        | O.Torvald                         | Final nacional, 25-02-2017                                                                   |
| Ucrania UA:PBC        | Tiempo                        | Inglés                            | Final nacional, 25-02-2017                                                                   |

1. ↑  Rusia: El 22 de marzo se prohibió la entrada a la representante rusa ya que, según el gobierno ucraniano, Yuliya actuó en Crimea sin autorización durante la anexión rusa.[15] Más tarde, la UER ofreció al país que la cantante actuara por satélite, algo que nunca antes se ha hecho en el festival.[16] Dicha posibilidad fue descartada tanto por Rusia como por Ucrania.[17] El país anunció más tarde su retirada del festival.

### Artistas que regresan
- Diana Hajiyeva: Participó como corista en la puesta en escena de su país en la edición anterior con la canción «Miracle» de Samra Rahimli, que quedó en 17.º puesto.
- Omar Naber: Representó a Eslovenia en el Festival de la Canción de Eurovisión en el año 2005, quedando en 12° lugar en la semifinal.
- Koit Toome & Laura Põldvere: Representaron a Estonia en 1998 y 2005, respectivamente; el primero en solitario quedando en 12.ª posición y la segunda como integrante del grupo femenino Suntribe, que no logró el pase a la final.
- Tamara Gachechiladze: Fue elegida como representante de Georgia en el festival de 2009 como integrante del grupo Stephane & 3G con la canción «We Don't Wanna Put In», pero se retiraron de la competencia al no querer cambiar la canción, la cual fue descalificada por contener contenido político.
- Imri Ziv: Participó como corista en la puesta en escena de su país en 2015 y 2016.[148]
- SunStroke Project: Representaron a Moldavia en el festival de 2010 junto con Olia Tira, quedando en 22.ª posición en la final.
- O'G3NE: El trío representó a los Países Bajos en el Festival de la Canción de Eurovisión Junior 2007 como Lisa, Amy & Shelley con la canción «Adem it, adem uit», que quedó en el 11.º puesto.
- Valentina Monetta: Representó a San Marino en 3 ocasiones consecutivas. Participó en 2012 con la canción «The Social Network Song (Oh Oh Uh Oh Oh)», luego en 2013 con la canción «Crisalide (Vola)», a puertas de la Gran Final, y en 2014 con la canción «Maybe», que clasificó a su país en la final por primera vez, quedando en 24° lugar con 14 puntos. Es la tercera intérprete solista que acude por cuarta vez al festival, después del belga Fud Leclerc (1956, 1958, 1960 y 1962) y la sueconoruega Elisabeth Andreassen (1982, 1985, 1994 y 1996). Además, Monetta es la segunda artista femenina en hacerlo, así como la segunda intérprete en realizarlo en representación de un mismo país.
- Tijana Bogićević: Participó como corista en la puesta en escena de su país en el Festival de la Canción de Eurovisión 2011.

### Sorteo de semifinales
Los componentes del Big Five (Alemania, España, Francia, Italia y Reino Unido) y el anfitrión Ucrania tuvieron garantizado su pase a la final del festival, que se celebró el 13 de mayo. 
Los otros 36 países se ganaron este puesto en la semifinal. 18 de ellos se enfrentaron en la primera semifinal del 9 de mayo mientras que los otros 18 restantes hicieron lo propio el 11 de mayo. Los diez más votados de cada semifinal consiguieron el pase a la gran final. El sorteo para decidir en que semifinal actuaría cada candidatura y en qué mitad (primera mitad o segunda mitad) se llevó a cabo el 31 de enero de 2017; para ello los países participantes fueron repartidos en seis bombos en razón a su ubicación geográfica y tendencia en las votaciones.
| Bombo 1                                                                         | Bombo 2                                                         | Bombo 3                                                         | Bombo 4                                                     | Bombo 5                                                                 | Bombo 6                                                           |
| ------------------------------------------------------------------------------- | --------------------------------------------------------------- | --------------------------------------------------------------- | ----------------------------------------------------------- | ----------------------------------------------------------------------- | ----------------------------------------------------------------- |
| - Albania - Croacia - Eslovenia - Macedonia (ARY) - Montenegro - Serbia - Suiza | - Dinamarca - Estonia - Finlandia - Noruega - Suecia - Islandia | - Armenia - Azerbaiyán - Bielorrusia - Georgia - Israel - Rusia | - Bulgaria - Chipre - Grecia - Hungría - Moldavia - Rumania | - Australia - Austria - República Checa - Malta - Portugal - San Marino | - Bélgica - Irlanda - Letonia - Lituania - Países Bajos - Polonia |

| 1.ª semifinal 11 de mayo de 2017                                                            | 1.ª semifinal 11 de mayo de 2017                                                            | 2.ª semifinal 13 de mayo de 2017                                                                    | 2.ª semifinal 13 de mayo de 2017                                                        |
| ------------------------------------------------------------------------------------------- | ------------------------------------------------------------------------------------------- | --------------------------------------------------------------------------------------------------- | --------------------------------------------------------------------------------------- |
| 1ª mitad: Montenegro Finlandia Georgia Portugal Bélgica Suecia Albania Azerbaiyán Australia | 2ª mitad: Chipre Eslovenia Armenia Moldavia República Checa Letonia Islandia Grecia Polonia | 1ª mitad: Macedonia (ARY) Malta Países Bajos Serbia Dinamarca Rusia Rumania Hungría Austria Irlanda | 2ª mitad: Suiza Estonia Israel Bulgaria San Marino Lituania Croacia Noruega Bielorrusia |
| Con derecho a voto: España Italia Reino Unido                                               | Con derecho a voto: España Italia Reino Unido                                               | Con derecho a voto: Alemania Francia Ucrania                                                        | Con derecho a voto: Alemania Francia Ucrania                                            |

## Festival

### Semifinales

#### Semifinal 1
La primera semifinal se celebró el 9 de mayo de 2017. Un total de 21 países tuvieron derecho a voto: los 18 participantes más España, Italia y Reino Unido, quienes ya se encontraban clasificados directamente a la final. El show fue abierto por Monatik interpretando «Spinning»  para luego aparecer los presentadores Oleksandr Skichko, Volodymyr Ostapchuk and Timur Miroshnychenko. Tras esto, se dio paso a la presentación de los 18 semifinalistas. La gala fue amenizada por Jamala interpretando la canción ganadora del año anterior «1944» así como el tema «Zamanyly», mientras la gente procedía a votar y posteriormente se realizaba el conteo de los votos.
Los resultados revelados una vez terminado el festival le otorgaron su primera victoria en una semifinal a Portugal, que con el tema de corte clásico «Amar pelos dois» interpretado por Salvador Sobral obtuvo 370 puntos. El país ibérico venció en las votaciones tanto de jurado como del público, acumulando 16 puntuaciones máximas entre ambas. El segundo lugar fue para Moldavia, quien igualó su mejor resultado histórico en semifinales, con SunStroke Project y el tema «Hey, Mamma!», y logró su primer pase a la final desde 2013. El tercer lugar fue a parar a la favorita Suecia, y el top 5 fue completado por Bélgica y Chipre.
Entre los eliminados, sorprendió la de Finlandia, quien durante la semana ensayos y días previos al concurso se convirtieron en una de las revelaciones tanto para la prensa como para las apuestas, que inclusive predijeron su pase a la final sin problemas, pero que al final solo conseguirían la 12° posición, con 92 puntos, a más de 20 puntos del pase a la gala del sábado.
Los países resaltados obtuvieron la clasificación para la Gran Final:
| N.º | País            | Intérprete(s)        | Canción           | Lugar | Pts. |
| --- | --------------- | -------------------- | ----------------- | ----- | ---- |
| 01  | Suecia          | Robin Bengtsson      | «I Can't Go On»   | 3     | 227  |
| 02  | Georgia         | Tamara Gachechiladze | «Keep the Faith»  | 11    | 99   |
| 03  | Australia       | Isaiah Firebrace     | «Don't Come Easy» | 6     | 160  |
| 04  | Albania         | Lindita              | «World»           | 14    | 76   |
| 05  | Bélgica         | Blanche              | «City Lights»     | 4     | 165  |
| 06  | Montenegro      | Slavko Kalezić       | «Space»           | 16    | 56   |
| 07  | Finlandia       | Norma John           | «Blackbird»       | 12    | 92   |
| 08  | Azerbaiyán      | Dihaj                | «Skeletons»       | 8     | 150  |
| 09  | Portugal        | Salvador Sobral      | «Amar pelos dois» | 1     | 370  |
| 10  | Grecia          | Demy                 | «This Is Love»    | 10    | 115  |
| 11  | Polonia         | Kasia Moś            | «Flashlight»      | 9     | 119  |
| 12  | Moldavia        | SunStroke Project    | «Hey, Mamma!»     | 2     | 291  |
| 13  | Islandia        | Svala                | «Paper»           | 15    | 60   |
| 14  | República Checa | Martina Bárta        | «My Turn»         | 13    | 83   |
| 15  | Chipre          | Hovig                | «Gravity»         | 5     | 164  |
| 16  | Armenia         | Artsvik              | «Fly with Me»     | 7     | 152  |
| 17  | Eslovenia       | Omar Naber           | «On My Way»       | 17    | 36   |
| 18  | Letonia         | Triana Park          | «Line»            | 18    | 21   |

##### Desglose semifinal 1
| Pos. | Jurado          | Puntos |
| ---- | --------------- | ------ |
| 1    | 'Portugal'      | 173    |
| 2    | 'Australia'     | 139    |
| 3    | 'Suecia'        | 124    |
| 4    | 'Moldavia'      | 111    |
| 5    | 'Azerbaiyán'    | 87     |
| 6    | 'Armenia'       | 87     |
| 7    | República Checa | 81     |
| 8    | Georgia         | 62     |
| 9    | 'Grecia'        | 61     |
| 10   | 'Chipre'        | 61     |
| 11   | 'Polonia'       | 50     |
| 12   | Finlandia       | 41     |
| 13   | 'Bélgica'       | 40     |
| 14   | Albania         | 38     |
| 15   | Islandia        | 29     |
| 16   | Montenegro      | 17     |
| 17   | Eslovenia       | 16     |
| 18   | Letonia         | 1      |

| Pos. | Televoto        | Puntos |
| ---- | --------------- | ------ |
| 1    | 'Portugal'      | 197    |
| 2    | 'Moldavia'      | 180    |
| 3    | 'Bélgica'       | 125    |
| 4    | 'Suecia'        | 103    |
| 5    | 'Chipre'        | 103    |
| 6    | 'Polonia'       | 69     |
| 7    | 'Armenia'       | 65     |
| 8    | 'Azerbaiyán'    | 63     |
| 9    | 'Grecia'        | 54     |
| 10   | Finlandia       | 51     |
| 11   | Montenegro      | 39     |
| 12   | Albania         | 38     |
| 13   | Georgia         | 37     |
| 14   | Islandia        | 31     |
| 15   | 'Australia'     | 21     |
| 16   | Eslovenia       | 20     |
| 17   | Letonia         | 20     |
| 18   | República Checa | 2      |

#### Semifinal 2

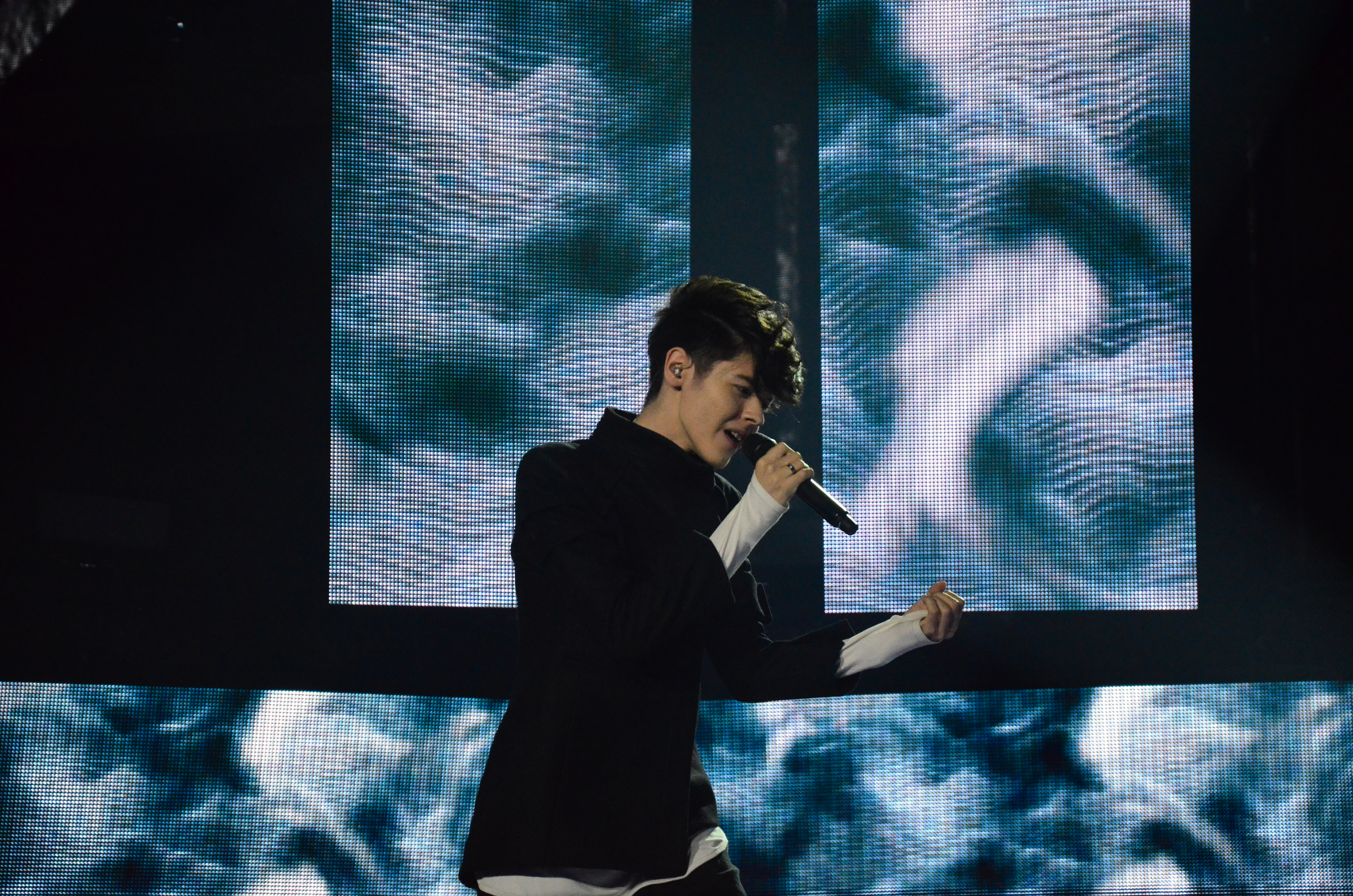
Kristian Kostov, le otorgó su primera victoria en una semifinal a Bulgaria.

La segunda semifinal del Festival de la Canción de Eurovisión 2017 se celebró el 11 de mayo de 2017, (21:00 horas CEST). 18 países participarán en este evento, en busca de uno de los 10 puestos para la final. Un total de 21 países tendrán derecho a voto en este semifinal: los 18 participantes más Alemania, Francia y Ucrania, quienes ya se encontraban clasificados directamente a la final.
La semifinal inició con un tema eurovisivo por los presentadores Skichko y Ostapchuk para luego comenzar las presentaciones de los semifinalistas. Los 15 minutos que tuvieron los espectadores para votar y posteriormente el tiempo para realizar el conteo de votos, fue amenizado por Apache CREW, junto a la transmisión de la segunda parte del vídeo de Verka Serduchka. 
La votación le otorgó su primera victoria en una semifinal a Bulgaria, con el joven Kristian Kostov y la canción «Beautiful Mess», con la cual impusieron el récord de puntuación de 403 puntos, superando los 342 puntos del ruso Sergey Lazarev de la edición anterior y también con un nuevo récord de diferencia con respecto al segundo puesto, con 172 puntos. El país balcánico obtuvo 19 puntuaciones máximas entre las dos votaciones, también una cifra récord, superando con creces la mejor participación del país, cuando el año anterior clasificaron en cuarto lugar. El segundo lugar fue para Hungría, quien igualó su mejor resultado en una semifinal con Joci Pápai y el tema folk «Origo», que obtuvo 231 puntos. El top 3 lo completó Israel, quien también igualó su mejor participación con Imri Ziv. Destacó también la clasificación de Dinamarca y Noruega, después de los fracasos del año anterior, y en el caso del primero, dos años seguidos sin clasificar a la final.
En una de las semifinales más abiertas en la historia del concurso, las eliminaciones de Suiza, Estonia , Irlanda  y de Macedonia  causaron controversia, al ser consideradas favoritas por las casas de apuestas, fanes del festival y la prensa para el pase a la final. En el caso de Estonia, un fallo en el micrófono de Laura Põldvere causó que no se escucharan los primeros dos segundos de la canción, lo que abrió más la polémica con el país anfitrión sobre los fallos presentados durante las semifinales. Así mismo, en el caso de Irlanda, supuso la cuarta eliminación consecutiva en semifinales. Para Macedonia fue su quinta vez sin pasar pese a ser una de las favoritas a ganar según algunas apuestas. Suiza era de las grandes favoritas, quedándose a puertas de pasar a la final.
Los países resaltados obtuvieron la clasificación para la Gran Final:
| N.º | País            | Intérprete(s)                     | Canción               | Lugar | Puntos |
| --- | --------------- | --------------------------------- | --------------------- | ----- | ------ |
| 01  | Serbia          | Tijana Bogićević                  | «In Too Deep»         | 11    | 98     |
| 02  | Austria         | Nathan Trent                      | «Running on Air»      | 7     | 147    |
| 03  | Macedonia (ARY) | Jana Burčeska                     | «Dance Alone»         | 15    | 69     |
| 04  | Malta           | Claudia Faniello                  | «Breathlessly»        | 16    | 55     |
| 05  | Rumania         | Ilinca & Alex Florea              | «Yodel It!»           | 6     | 174    |
| 06  | Países Bajos    | O'G3NE                            | «Lights and Shadows»  | 4     | 200    |
| 07  | Hungría         | Joci Pápai                        | «Origo»               | 2     | 231    |
| 08  | Dinamarca       | Anja Nissen                       | «Where I Am»          | 10    | 101    |
| 09  | Irlanda         | Brendan Murray                    | «Dying to Try»        | 13    | 86     |
| 10  | San Marino      | Valentina Monetta & Jimmie Wilson | «Spirit of the Night» | 18    | 1      |
| 11  | Croacia         | Jacques Houdek                    | «My Friend»           | 8     | 141    |
| 12  | Noruega         | JOWST & Aleksander Walmann        | «Grab the Moment»     | 5     | 189    |
| 13  | Suiza           | Timebelle                         | «Apollo»              | 12    | 97     |
| 14  | Bielorrusia     | Naviband                          | «Story of My Life»    | 9     | 110    |
| 15  | Bulgaria        | Kristian Kostov                   | «Beautiful Mess»      | 1     | 403    |
| 16  | Lituania        | Fusedmarc                         | «Rain of Revolution»  | 17    | 42     |
| 17  | Estonia         | Koit Toome & Laura Põldvere       | «Verona»              | 14    | 85     |
| 18  | Israel          | IMRI                              | «I Feel Alive»        | 3     | 207    |

##### Desglose semifinal 2
| Pos. | Jurado          | Puntos |
| ---- | --------------- | ------ |
| 1    | 'Bulgaria'      | 199    |
| 2    | 'Países Bajos'  | 149    |
| 3    | 'Noruega'       | 137    |
| 4    | 'Austria'       | 115    |
| 5    | 'Dinamarca'     | 96     |
| 6    | 'Israel'        | 75     |
| 7    | 'Hungría'       | 66     |
| 8    | Malta           | 55     |
| 9    | 'Bielorrusia'   | 55     |
| 10   | Serbia          | 53     |
| 11   | Suiza           | 48     |
| 12   | Irlanda         | 45     |
| 13   | 'Croacia'       | 37     |
| 14   | Macedonia (ARY) | 29     |
| 15   | 'Rumania'       | 26     |
| 16   | Lituania        | 17     |
| 17   | Estonia         | 16     |
| 18   | San Marino      | 0      |

| Pos. | Televoto        | Puntos |
| ---- | --------------- | ------ |
| 1    | 'Bulgaria'      | 204    |
| 2    | 'Hungría'       | 165    |
| 3    | 'Rumania'       | 148    |
| 4    | 'Israel'        | 132    |
| 5    | 'Croacia'       | 104    |
| 6    | Estonia         | 69     |
| 7    | 'Bielorrusia'   | 55     |
| 8    | 'Noruega'       | 52     |
| 9    | 'Países Bajos'  | 51     |
| 10   | Suiza           | 49     |
| 11   | Serbia          | 45     |
| 12   | Irlanda         | 41     |
| 13   | Macedonia (ARY) | 40     |
| 14   | 'Austria'       | 32     |
| 15   | Lituania        | 25     |
| 16   | 'Dinamarca'     | 5      |
| 17   | San Marino      | 1      |
| 18   | Malta           | 0      |

### Final
La final del Festival de Eurovisión de 2017 se celebró el 13 de mayo. Fungiendo como presentadores Oleksandr Skichko, Volodymyr Ostapchuk y Timur Miroshnychenko. Después de la presentación de los 26 finalistas, se dio inicio a los 15 minutos de votación para los espectadores. Mientras esto sucedía, el show fue amenizado por la ganadora del año anterior, Jamala, quien interpretó su nuevo sencillo "I Believe In U", la cual se vería opacada por la irrupción en el escenario del humorista ucraniano Vitalii Sediuk. Esta fue la segunda vez que un hecho similar sucede, después del ocurrido en 2010, cuando Jimmy Jump se coló en la presentación española durante la final. También se presentaron la ganadora del 2004 Ruslana Lyzhychko y la cantante Onuka, junto a la Orquesta Académica Nacional de Instrumentos Folk de Ucrania.
El sistema de votación fue el mismo del año anterior. Cada país realiza dos votaciones, una exclusiva del jurado profesional, quien vota en el ensayo del día anterior, y otra hecha por el televoto. En ambas votaciones, los países entregan de 1 a 8, 10 y 12 puntos a los países más votados. La presentación de los votos se realiza por separado, en un principio se da a conocer la votación de los jurados, en la cual un portavoz de cada país se encarga de anunciar al país que recibió los 12 puntos mientras las otras puntuaciones aparecen en pantalla, sumándose automáticamente. Después, los puntajes que recibió cada finalista por televoto son revelados uno a uno, en orden ascendente, desde el que se situó último hasta el primer lugar. De esta manera, se busca mantener el anuncio del ganador del festival hasta el final de la votación.
La votación del jurado mostró rápidamente una pelea por los primeros puestos entre los 3 favoritos: Portugal, Bulgaria e Italia, sin embargo, sería el primero quien tomaría mayor ventaja al recibir una gran cantidad de máximas puntuaciones, ganando finalmente esta votación tras obtener 382 puntos, incluyendo 18 máximas puntuaciones, cifras récord que superaron los impuestos por Suecia en 2015. El segundo lugar fue para Bulgaria con 278 puntos y el tercero para Suecia con 218. Posteriormente, se revelaron los puntajes del televoto. Las tendencias de público mostraron una polaridad más marcada que en los jueces, dando puntuaciones muy altas a las primeras posiciones con respecto a las obtenidas por los países fuera del Top-10.
Tras esta votación, Salvador Sobral representante de Portugal fue declarado ganador con 758 puntos, récord de puntuación en el concurso, y consiguiendo la primera victoria del país apenas en su cuarta aparición en una final, tras la instauración de las semifinales, e inclusive siendo su primer top-5 en 48 apariciones previas del festival. La balada clásica "Amar pelos dois" es la primera canción ganadora en portugués, resaltando de la competencia por una presentación sencilla, a diferencia de lo que presentaron la mayoría de las delegaciones. El país logró superar con creces su mejor resultado del país hasta ese entonces: el 6.º lugar de Lúcia Moniz en 1996. Además, Luisa Sobral se volvió en la segunda mujer que gana el festival componiendo la canción sin algún compositor masculino, aunque fue la primera en hacerlo solo como compositora (el año anterior, Jamala logró vencer como cantautora del tema).
Kristian Kostov de Bulgaria y el tema pop "Beautiful Mess", obtuvo 615 puntos para situarse en la segunda posición, con lo que logró el mejor resultado histórico para su país, superando la marca impuesta por Poli Genova en la edición anterior. El top 3 lo completó, por sorpresa, Moldavia, que después de obtener la tercera plaza para el público con 264 puntos, finalizó con 374 en la clasificación final, con lo cual la banda SunStroke Project también obtenía el mejor resultado para la pequeña nación. Los favoritos Bélgica y Suecia, completaron el top 5 con 363 y 344 puntos. Mientras Blanche consiguió el tercer top-10 consecutivo para Bélgica en el concurso, el sueco Robin Bengtsson mantuvo la buena racha de su país al conseguir su cuarto top-5 seguido, y sexto en 7 años, con la canción schlager "I Can't Go On". Uno de los hechos negativos, sería la "decepcionante" 6° posición obtenida por Italia, después de mantenerse en primer lugar de las apuestas desde la elección de Francesco Gabbani en el Festival de San Remo, pero quien solo obtendría un puntaje de 334 puntos.
| N.º | País         | Intérprete(s)              | Canción                | Lugar | Puntos |
| --- | ------------ | -------------------------- | ---------------------- | ----- | ------ |
| 01  | Israel       | IMRI                       | «I Feel Alive»         | 23    | 39     |
| 02  | Polonia      | Kasia Moś                  | «Flashlight»           | 22    | 64     |
| 03  | Bielorrusia  | Naviband                   | «Story of My Life»     | 17    | 83     |
| 04  | Austria      | Nathan Trent               | «Running on Air»       | 16    | 93     |
| 05  | Armenia      | Artsvik                    | «Fly with Me»          | 18    | 79     |
| 06  | Países Bajos | O'G3NE                     | «Lights and Shadows»   | 11    | 150    |
| 07  | Moldavia     | SunStroke Project          | «Hey, Mamma!»          | 3     | 374    |
| 08  | Hungría      | Joci Pápai                 | «Origo»                | 8     | 200    |
| 09  | Italia       | Francesco Gabbani          | «Occidentali's Karma»  | 6     | 334    |
| 10  | Dinamarca    | Anja Nissen                | «Where I Am»           | 20    | 77     |
| 11  | Portugal     | Salvador Sobral            | «Amar pelos dois»      | 1     | 758    |
| 12  | Azerbaiyán   | Dihaj                      | «Skeletons»            | 14    | 120    |
| 13  | Croacia      | Jacques Houdek             | «My Friend»            | 13    | 128    |
| 14  | Australia    | Isaiah Firebrace           | «Don't Come Easy»      | 9     | 173    |
| 15  | Grecia       | Demy                       | «This Is Love»         | 19    | 77     |
| 16  | España       | Manel Navarro              | «Do It for Your Lover» | 26    | 5      |
| 17  | Noruega      | JOWST & Aleksander Walmann | «Grab the Moment»      | 10    | 158    |
| 18  | Reino Unido  | Lucie Jones                | «Never Give Up on You» | 15    | 111    |
| 19  | Chipre       | Hovig                      | «Gravity»              | 21    | 68     |
| 20  | Rumania      | Ilinca & Alex Florea       | «Yodel It!»            | 7     | 282    |
| 21  | Alemania     | Levina                     | «Perfect Life»         | 25    | 6      |
| 22  | Ucrania      | O.Torvald                  | «Time»                 | 24    | 36     |
| 23  | Bélgica      | Blanche                    | «City Lights»          | 4     | 363    |
| 24  | Suecia       | Robin Bengtsson            | «I Can't Go On»        | 5     | 344    |
| 25  | Bulgaria     | Kristian Kostov            | «Beautiful Mess»       | 2     | 615    |
| 26  | Francia      | Alma                       | «Requiem»              | 12    | 135    |

#### Desglose de votación
| Pos. | Jurado       | Puntos |
| ---- | ------------ | ------ |
| 1    | Portugal     | 382    |
| 2    | Bulgaria     | 278    |
| 3    | Suecia       | 218    |
| 4    | Australia    | 171    |
| 5    | Países Bajos | 135    |
| 6    | Noruega      | 129    |
| 7    | Italia       | 126    |
| 8    | Moldavia     | 110    |
| 9    | Bélgica      | 108    |
| 10   | Reino Unido  | 99     |
| 11   | Austria      | 93     |
| 12   | Azerbaiyán   | 78     |
| 13   | Dinamarca    | 69     |
| 14   | Armenia      | 58     |
| 15   | Rumania      | 58     |
| 16   | Bielorrusia  | 50     |
| 17   | Hungría      | 48     |
| 18   | Grecia       | 48     |
| 19   | Francia      | 45     |
| 20   | Chipre       | 36     |
| 21   | Israel       | 34     |
| 22   | Croacia      | 25     |
| 23   | Polonia      | 23     |
| 24   | Ucrania      | 12     |
| 25   | Alemania     | 3      |
| 26   | España       | 0      |

| Pos. | Televoto     | Puntos |
| ---- | ------------ | ------ |
| 1    | Portugal     | 376    |
| 2    | Bulgaria     | 337    |
| 3    | Moldavia     | 264    |
| 4    | Bélgica      | 255    |
| 5    | Rumania      | 224    |
| 6    | Italia       | 208    |
| 7    | Hungría      | 152    |
| 8    | Suecia       | 126    |
| 9    | Croacia      | 103    |
| 10   | Francia      | 90     |
| 11   | Azerbaiyán   | 42     |
| 12   | Polonia      | 41     |
| 13   | Bielorrusia  | 33     |
| 14   | Chipre       | 32     |
| 15   | Noruega      | 29     |
| 16   | Grecia       | 29     |
| 17   | Ucrania      | 24     |
| 18   | Armenia      | 21     |
| 19   | Países Bajos | 15     |
| 20   | Reino Unido  | 12     |
| 21   | Dinamarca    | 8      |
| 22   | Israel       | 5      |
| 23   | España       | 5      |
| 24   | Alemania     | 3      |
| 25   | Australia    | 2      |
| 26   | Austria      | 0      |

### Portavoces
- Albania - Andri Xhahu[150]
- Alemania - Barbara Schöneberger[151] (Presentadora de TV)
- Armenia - Iveta Mukuchyan[152] (Representante armenia en 2016)
- Australia - Lee Lin Chin[153] (Presentadora de TV)
- Austria - Katharina Bellowitsch (Presentadora de radio y TV)
- Azerbaiyán - Safura Alizadeh (Representante azerí en 2010)
- Bielorrusia - Alyona Lanskaya[154] (Representante bielorrusa en 2013)
- Bulgaria - Boryana Gramatikova[155]
- Croacia - Uršula Tolj[156]
- Chipre - Loukas Hamatsos
- Dinamarca - Ulla Essendrop[157]
- Eslovenia - Peter Poles
- España - Nieves Álvarez[158] (Modelo y presentadora de TV)
- Estonia - Jüri Pootsmann[152] (Representante estonio en 2016)
- Finlandia - Jenni Vartiainen[159]
- Francia - Élodie Gossuin[160] (Presentadora de TV y portavoz de Francia en 2016; Miss Francia 2001)
- Georgia - Nika Kocharov[161] (Representante georgiano en 2016)
- Grecia - Constantinos Christoforou (Representante de Chipre en 1995, 2002 y 2005)
- Hungría - Csilla Tatár
- Irlanda - Nicky Byrne (Representante irlandés en 2016)
- Islandia - Bo Halldórsson (Representante islandés en 1995) y padre de Svala (Islandia 2017)[162]
- Israel - Ofer Nachshon
- Italia - Giulia Valentina[163]
- Letonia - Aminata Savadogo[164] (Representante letona en 2015)
- Lituania - Eglė Daugėlaitė[165]
- Malta - Ben Camille (Presentador del Festival de la Canción de Eurovisión Junior 2016)
- Montenegro - Andrea Demirović (Representante montenegrina en 2009)
- Noruega - Marcus & Martinus[166] (Ganadores del Melodi Grand Prix Junior 2012)
- Países Bajos - Douwe Bob[167] (Representante neerlandés en 2016)
- Polonia - Anna Popek[168]
- Portugal - Filomena Cautela[169]
- Reino Unido - Katrina Leskanich[170] (Ganadora del Festival de la Canción de Eurovisión 1997, como parte del grupo Katrina & the Waves)
- República Checa - Radka Rosická[171]
- Rumania - Sonia Argint-Ionescu
- San Marino - Lia Fiorio y Gigi Restivo[172]
- Serbia - Sanja Vučić (Representante serbia en 2016)
- Suecia - Wiktoria Johansson[173] (Participante del Melodifestivalen 2016 y 2017)
- Suiza - Luca Hänni[174]
- Ucrania - Zlata Ognevich (Representante ucraniana en 2013)[175]

#### Máximas puntuaciones
Jurado
| N. | A            | De |
| -- | ------------ | --- |
| 18 | Portugal     | Suecia, San Marino, Letonia, Israel, España, Francia, Lituania, Armenia, Islandia, Serbia, Hungría, Suiza, Países Bajos, Georgia, Eslovenia, Polonia, Reino Unido, República Checa |
| 4  | Bulgaria     | Macedonia (ARY), Noruega, Estonia, Bielorrusia |
| 3  | Suecia       | Dinamarca, Finlandia, Bélgica |
| 2  | Azerbaiyán   | Italia, Portugal |
| 2  | Bielorrusia  | Azerbaiyán, Ucrania |
| 2  | Grecia       | Montenegro, Chipre |
| 2  | Italia       | Albania, Malta |
| 2  | Países Bajos | Austria, Rumania |
| 1  | Austria      | Bulgaria |
| 1  | Bélgica      | Irlanda |
| 1  | Chipre       | Grecia |
| 1  | Hungría      | Croacia |
| 1  | Noruega      | Alemania |
| 1  | Reino Unido  | Australia |
| 1  | Rumania      | Moldavia |

Televoto
| N. | A          | De |
| -- | ---------- | --- |
| 12 | Portugal   | Israel, Austria, Noruega, España, Finlandia, Francia, Lituania, Islandia, Alemania, Suiza, Países Bajos, Bélgica |
| 7  | Bulgaria   | Azerbaiyán, San Marino, Macedonia (ARY), Bielorrusia, Hungría, Reino Unido, República Checa                      |
| 5  | Moldavia   | Australia, Italia, Portugal, Rumania, Ucrania                                                                    |
| 4  | Bélgica    | Suecia, Letonia, Estonia, Polonia                                                                                |
| 2  | Chipre     | Grecia, Armenia                                                                                                  |
| 2  | Croacia    | Montenegro, Eslovenia                                                                                            |
| 2  | Hungría    | Serbia, Croacia                                                                                                  |
| 2  | Italia     | Albania, Malta                                                                                                   |
| 2  | Rumania    | Moldavia, Irlanda                                                                                                |
| 1  | Azerbaiyán | Georgia |
| 1  | Francia    | Bulgaria |
| 1  | Grecia     | Chipre |
| 1  | Suecia     | Dinamarca |

### Retransmisión y comentaristas
- (YouTube, desde el canal oficial de Eurovisión): Sin comentaristas

#### Países participantes
- Albania (RTSH, RTSH HD , RTSH Muzikë y Radio Tirana): Andri Xhahu (Todos los eventos)
- Alemania (Das Erste, EinsFestival y Phoenix): Peter Urban (Todos los eventos)

(EinsPlus): Lengua de signos
- Armenia (AMPTV):  Avet Barseghyan (Primera semifinal y Final)
- Australia (SBS): Julia Zemiro y Sam Pang (Todos los eventos)[176]
- Austria (ORF eins): Andi Knoll (Todos los eventos)
- Azerbaiyán (İTV): Todos los eventos
- Bielorrusia (Belarus 1 y Belarus 24): Evgeny Perlin (Todos los eventos)
- Bélgica -Región Valona (La Une):  Peter Van de Veire (en francés, todos los eventos)
- Bélgica -Región Flamenca (één y Radio 2): Jean-Louis Lahaye and Maureen Louys (en flamenco, todos los eventos)
- Bosnia y Herzegovina (BHT 1): – Dejan Kukrić (Todos los eventos)
- Bulgaria (BNT 1 y BNT HD):  Elena Rosberg y Georgi Kushvaliev (Todos los eventos)[177]
- Chipre (RIK 1, RIK Sat, RIK HD y Trito Programma):  Melina Karageorgiou (Todos los eventos)
- Croacia (HRT 1): Duško Ćurlić (Todos los eventos)

(HR 2): Zlatko Turkalj Turki (Todos los eventos)
- Dinamarca (DR1):  Ole Tøpholm (Todos los eventos)
- Eslovenia (TV SLO 1): Andrej Hofer (Final)

(TV SLO 2):  Andrej Hofer (Semifinales)
(Radio Val 202 y Radio Maribor): Andrej Hofer (Todos los eventos)
- España (La 1, La 1 HD, La 2 y TVE Internacional): José María Íñigo y Julia Varela (Todos los eventos)[178]
- Estonia (ETV):  Marko Reikop (En estonio, todos los eventos)

(ETV +):  Aleksandr Hobotov (En ruso, todos los eventos)
- Finlandia (YLE y Yle Radio Vega): Mikko Silvennoinen (En finés, todos los eventos)

(YLE TV2 y Yle Radio Suomi): Sanna Pirkkalainen y Jorma Hietamäki (En finés, todos los eventos)
(YLE Finland, YLE TV2, Yle Radio Vega): Frantz y Johan Lindroos (En sueco, todos los eventos)
- Francia (France 2):  Marianne James y Stéphane Bern (Final)

(France 4): Marianne James y Jarry (Semifinales)
- Georgia (GPB 1TV): Tuta Chkheidze (Todos los eventos)
- Grecia (ERT1, ERT HD y Deftero Prógramma): Maria Kozakou y Giorgos Kapoutzidis (Todos los eventos)
- Hungría (Duna TV): Gábor Gundel Takács (Todos los eventos)
- Irlanda (RTÉ One):  Marty Whelan (Final)

(RTÉ2): Marty Whelan (Semifinales)
(RTÉ Radio 1): Neil Doherty y Zbyszek Zalinski (Segundo semifinal y Final)
- Islandia (RÚV y Rás 2): Gísli Marteinn Baldursson (Todos los eventos)
- Israel (Channel 1): Subtitulado en hebreo (Todos los eventos)

(Channel 33): Subtítulos en árabe (Segunda semifinal y Final)
(88 FM): Subtitulado en hebreo (Segunda semifinal y Final)
(Kol Yisrael): Subtitulado en árabe (Segunda semifinal y Final)
- Italia (Rai 1 y Rai Internazionale): Flavio Insinna y Federico Russo (Final)

(Rai 4 y Rai Radio 2):  Filippo Solibello y Marco Ardemagni (Semifinales)
- Letonia (LTV 1):  Toms Grēviņš (Final)

(LTV 1): Valters Frīdenbergs (Semifinales)
- Lituania (LRT Televizija): Darius Užkuraitis (Todos los eventos)
- Macedonia (ARY) (MRT 1, MRT Sat y MR 1): Karolina Petkovska (Todos los eventos)
- Malta (TVM): Todos los eventos
- Moldavia (TRM, Radio Moldova Actualităţi, Radio Moldova Muzical y Radio Moldova Tineret): Daniela Babici (Todos los eventos)
- Montenegro (TVCG 1): Dražen Bauković y Tijana Mišković (Todos los eventos)
- Noruega (NRK1):  Olav Viksmo Slettan (Todos los eventos)

(NRK3): Ronny Brede Aase, Silje Reiten Nordnes y Markus Ekrem Neby (Final)
- Países Bajos (NPO 1, BVN y NPO Radio 2):  Jan Smit and Cornald Maas (Todos los eventos)
- Polonia (TVP 1 y TVP Polska):  Artur Orzech (Todos los eventos)

(TVP Rozrywka):  Artur Orzech (en diferido, todos los eventos)
- Reino Unido (BBC One): Graham Norton (Final)

(BBC Four): Scott Mills y Mel Giedroyc (Semifinales)
(BBC Radio 2): Ken Bruce (Final)
- República Checa (ČT2):  Libor Bouček (Semifinales)

(ČT1): Libor Bouček (Final)
- Rusia (C1R y RTR):  Dmitry Guberniev y Ernest Mackevičius (Todos los eventos)
- San Marino (SMRTV y Radio San Marino): Lia Fiorio and Gigi Restivo (Todos los eventos)
- Serbia (RTS 1, RTS HD y RTS Satelit): Dragan Ilić (Todos los eventos)
- Suecia (SVT 1):  Lotta Bromé (Todos los eventos)

(Sveriges Radio P4): Carolina Norén y Björn Kjellman (Todos los eventos)
- Suiza (SRF zwei):  Sven Epiney (en alemán, semifinales)

(SRF 1): Sven Epiney (en alemán, final)
(SRF 1 y Radio SRF 3): Peter Schneider y Gabriel Vetter (en alemán, final)
(RTS): Jean-Marc Richard and Nicolas Tanner   (en francés, final)
(RTS.ch): Jean-Marc Richard and Nicolas Tanner   (en francés, primera semifinal-en línea)
(RTS Deux): Jean-Marc Richard and Nicolas Tanner (en francés, segunda semifinal y final)
(RSI La 1): Clarissa Tami y Michele Carobbio (en italiano, final)
(RSI La 2): Clarissa Tami  (en italiano, segunda semifinal)
- Ucrania (UA:Pershyi): Pavlo Shylko (Todos los eventos)

(Radio Ukraine): Olena Zelinchenko  (Todos los eventos)

#### Países no participantes
- Andorra (La 1 y La 2): José María Íñigo y Julia Varela
- Estados Unidos (Logo TV): Michelle Visage y Ross Mathews (Final)
- China (Hunan TV): Kubert Leung y Wu Zhoutong[179] Lee Wei song y Lee Shih Shiong[180]
- Groenlandia (KNR)
- Hong Kong (Hunan TV): Kubert Leung y Wu Zhoutong
- Kazajistán (Khabar Agency)
- Kosovo (RTK)
- Macao (Hunan TV) Kubert Leung y Wu Zhoutong[179] Lee Wei song y Lee Shih Shiong[180]
- Taiwán (Hunan TV): Kubert Leung y Wu Zhoutong[179] Lee Wei song y Lee Shih Shiong[180]

## Otros países
La elegibilidad para la participación potencial en el Festival de la Canción de Eurovisión requiere una emisora nacional que sea miembro activo de la UER que vaya a ser capaz de transmitir el concurso a través de la red de Eurovisión. La UER envió invitaciones para participar a los cincuenta y seis miembros activos y a un miembro asociado (Australia). Cuarenta y dos países han confirmado que estarán en el festival.

### Miembros activos de la UER
- Andorra: RTVA anunció el 19 de mayo de 2016 que no están considerando participar en el concurso, y agregaron que no es logísticamente posible por razones económicas.[181]
- Bosnia y Herzegovina: Se desconoce si BHRT estará en condiciones de participar en el concurso, después de que el 25 de mayo de 2016 se revelara que la UER amenazó con retirar a la cadena bosnia todos los servicios debido a la falta de pago y las deudas valoradas en un total de 6 millones de francos suizos (5,4 millones de euros). La emisora tuvo de plazo hasta el 8 de junio para resolver parte de sus deudas bajo amenaza de ser expulsados de la UER, dando como resultado, entre otras cosas, la incapacidad para participar en el concurso.[182][183] BHRT anunció el 30 de mayo que dejarían de transmitir emisiones procedentes de la UER el 30 de junio debido a la acumulación de deudas de la emisora y de la entidad emisora de radio a nivel regional, RTRS, por un total de 25 millones.[184]
- Eslovaquia: La cadena nacional eslovaca, RTVS, explicó el día 12 de abril de 2016 que la ausencia del país en el concurso desde 2012 se debió a los costes involucrados en la participación. El encargado de la emisora, Juraj Kadáš, constató que el concurso es un proyecto atractivo, pero que la emisora tiene ya su propia estrategia de programación y la financiación de la producción televisiva nacional tiene prioridad sobre una posible participación en el concurso. La emisora también indicó que la participación en el concurso se discutirá más adelante en el año 2016.[185] La emisora anunció el 6 de septiembre de 2016 que aún tienen que tomar una decisión con respecto a la participación.[186] El 24 de octubre, RTVS confirmó que Eslovaquia no participaría en el concurso.[187]
- Luxemburgo: La directora ejecutiva de RTL anunció el 19 de mayo de 2016 que no había planes para que el país participase en 2017.[188] Sin embargo, el 21 de junio de 2016, la Comisión de Peticiones del Gobierno de Luxemburgo recibió cinco peticiones sobre diversas cuestiones en relación con el país. Una de las peticiones era para que el país regresase a Eurovisión. Por consiguiente, el Gobierno del país llevará a cabo un debate para discutir las propuestas que figuran en la petición, y el posible retorno del país al concurso.[189] La emisora reiteró su intención de no participar el 22 de agosto de 2016.[190]
- Mónaco: TMC anunció el 19 de agosto de 2016 que Mónaco no participará en el festival de 2017.[191]
- Turquía: TRT emitió un comunicado por escrito a la UER el 12 de mayo de 2016, declarando que está planeada la participación en el concurso, pero no se sabe hasta el momento si van a seguir adelante con la participación en el concurso. Varios informes en los últimos años afirmaban que Turquía volvería a la competición, pero no se ha dado el caso tras su retirada en 2013. El país se retiró debido a su descontento por la introducción de un sistema de votación mixta para el concurso y la clasificación previa del «Big Five» para la final.[192] El 28 de septiembre, se informó de que los medios de comunicación turcos anunciaron que Turquía tomaría una decisión sobre su participación a principios de octubre.[193] Varias fuentes de noticias habían informado que había varias organizaciones no gubernamentales que estaban cooperando para persuadir a los turcos para volver al concurso de 2017.[194] Se anunció el 23 de octubre que el director general de NTU afirmó que la TRT se negó a participar;[195] esta información fue confirmada al día siguiente.[196]

### Miembros asociados de la UER
- Kazajistán: Khabar Agency se convirtió en miembro asociado de la UER el 1 de enero de 2016.[197] Sin embargo, la UER anunció el 28 de septiembre que Khabar Agency no pudo participar en el concurso de 2016 debido a que no era miembro activo, y que estaban revisando las reglas para el concurso de 2017, que pudieran incluir la apertura de la posibilidad de que Khabar Agency haga su debut en el concurso.[198] Finalmente, Kazajistán no se incluyó en la lista oficial de participantes publicada el 31 de octubre de 2016.

### Países no miembros de la UER
- Estados Unidos: Después de la actuación de Justin Timberlake durante el intervalo de la final del concurso de 2016, se especuló con que Estados Unidos pudiese debutar en el concurso en un futuro, similar a la actuación de Jessica Mauboy durante el intervalo de la segunda semifinal de la edición de 2014 y el posterior debut de Australia en el concurso de 2015.[199] La emisora estadounidense, Logo TV retransmitió la gran final del concurso de 2016. Sin embargo, a diferencia de la emisora SBS australiana, Logo TV no es ni miembro asociado ni activo de la UER.[200][201]
- Kosovo: El portal de noticias albanés Koha informó el 6 de abril de 2016 que el director general de RTK, Mentor Shala, había anunciado en una conferencia de prensa que Kosovo había sido invitado a participar en el festival de 2017 y que tomarían la decisión de aceptarla o no más tarde.[202] Sin embargo, esto fue desmentido, después de que Shala en un comunicado el 7 de abril dijera que sus comentarios fueron mal interpretados por Koha, y lo que en realidad quería decir era que la Comisión de Eurovisión invitó a RTK para decidir la aceptación o no del país en el certamen, no dependiendo de la RTK.[203] Esto fue respaldado por una declaración de la UER.[204]
- Liechtenstein: 1 FLTV anunció el 21 de septiembre de 2016 que no harían su debut en el concurso de 2017. La emisora ha manifestado su intención de debutar en un futuro en el concurso, al recibir la ayuda financiera de la política del Gobierno de Liechtenstein hacia la anexión activa de la UER y los costes asociados con una posible participación.[205]

## Controversias

### Presentación de la canción francesa
France 2, la emisora nacional de Francia, había anunciado a Alma como su representante con la canción Requiem el 9 de febrero de 2017. Se descubrió durante la semana del 17 de febrero que la canción del artista había sido grabada y realizada antes del plazo de presentación de la UER el 1 de septiembre de 2016, lo que violaba la política de envío de canciones de la UER. Investigaciones adicionales muestran que la canción de Alma se realizó a finales de enero de 2015. Mientras que la emisora francesa afirmaba que la canción de su artista seleccionado no violaba la política de envío de la UER, existieron rumores sobre la posible descalificación de Francia de la contienda, la cual finalmente no se llevó a cabo y Alma pudo interpretar Requiem en Kiev.

### Prohibición de Yulia Samóilova a Ucrania
La cantante rusa Yulia Samóilova fue seleccionada para representar a Rusia en el Festival de la Canción de Eurovisión 2017 celebrado en la capital de Ucrania, Kiev, con la canción «Flame Is Burning». Sin embargo, el Servicio de Seguridad de Ucrania (SBU) le prohibió tres años al viajar a Ucrania, por atravesar ilegalmente la frontera ucraniana durante su visita a Crimea en 2015, región anexionada por Rusia en 2014. Según la ley ucraniana que ingresa a Crimea por extranjeros a través de Rusia es ilegal. Yulia Samóilova ha declarado que actuó en Crimea en 2015. 
La UER respondió afirmando que seguía garantizando que todos los participantes pudieran actuar en Kiev, pero que estaban «profundamente decepcionados con esta decisión, ya que creemos que va en contra del espíritu del concurso y la noción de inclusión que se encuentra en el centro de sus valores». Un compromiso fue ofrecido a Rusia de la UER (EBU) para permitir que Samoylova realizar su entrada vía satélite desde un lugar de la elección de la emisora, que más tarde se convirtió Por el radiodifusor ruso y el gobierno ucraniano.
El jefe de la UER, Ingrid Deltenre, calificó el comportamiento de Ucrania como «absolutamente inaceptable». «Lamento profundamente que Ucrania esté abusando del CES por razones políticas. El Festival de Eurovisión debería deleitar y unir a millones de personas. No debe usarlo para incitarlos unos contra otros. El comportamiento de Ucrania es absolutamente inaceptable».
El Servicio de Seguridad de Ucrania anunció el 22 de marzo que habían prohibido a Yulia Samóilova entrar en Ucrania durante tres años. En respuesta, la UER permitió a Yulia Samóilova participar en directo desde fuera de Ucrania, vía satélite. Sin embargo, dicha posibilidad fue descartada tanto por Rusia como por Ucrania. Finalmente, el 13 de abril la emisora rusa anunció su retirada del festival.

### Emisora israelí comprometida
Bajo una propuesta del primer ministro Benjamín Netanyahu y el ministro de finanzas Moshe Kahlon, la Autoridad de Radiodifusión de Israel (IBA) está siendo reorganizada actualmente en dos entidades separadas: la Corporación de Radiodifusión de Israel (IPBC), responsabilizada en «programación general» como entretenimiento, y otra especializada en noticias y programas de actualidad. La IPBC también sería marcada como «KAN» (en hebreo: כאן, lit. «Aquí»). La Unión Europea de Radiodifusión informó a la junta ejecutiva de la IPBC el 8 de abril que ese compromiso les haría no poder permanecer como miembro de esta sin una programación de noticias y programas de actualidad. Más tarde se informó de que la IBA podría dejar de ser un miembro de la UER. Se esperó que la IBA cerrara el 15 de mayo de 2017, antes de que la IPBC se lanara. Sin embargo, el 9 de mayo la IBA cerró inesperadamente tras la emisión de su programa de noticias nocturno. La segunda semifinal y la final de este festival serán los últimos programas en ser retransmitidos por la emisora israelí, donde un personal mínimo de veinte personas asegurará una transmisión normal en el Canal 1 (televisión) y 88FM (radio).

### Polémica sobre la abolición de la voz en vivo
La emisora noruega NRK tuvo discusiones con la UER con respecto a la abolición de la regla que prohíbe voces pregrabadas durante las interpretaciones en vivo del festival. Tal norma tiene la intención de garantizar la autenticidad de las actuaciones. El debate deriva del disgusto expresado por el representante noruego JOWST sobre la regla en una entrevista el 24 de marzo, con respecto a las voces pregrabadas de su canción «Grab the Moment», que no pueden ser atribuidas en la actuación en vivo.
El mismo debate también tuvo lugar en 1999, cuando las voces pregrabadas de la canción croata, «Marija Magdalena», interpretada por Doris Dragović, llevaron a la delegación noruega, entonces dirigida por Jon Ola Sand, a protestar. Tales demandas llevaron a la UER a considerar disminuir un tercio la puntuación final de Croacia, reduciéndola de 118 puntos a 79. Sin embargo, esa reducción nunca ocurrió.[cita requerida] La posible abolición de la norma, junto a la eliminación de la orquesta ese mismo año, ha llevado a muchos seguidores y críticos a pensar que el festival se ha vuelto demasiado comercializado y que la autenticidad de las actuaciones en vivo se ha visto comprometida.
Tras debatir el asunto con la UER, se le permitió a NRK una excepción con respecto a la regla. JOWST declaró que «se nos ha permitido [a la delegación noruega] usar las voces grabadas, [...]. Pero también han practicado un plan B con los coristas, por si hay grandes protestas de otros en Kiev». La emisora noruega dijo el 2 de mayo que JOWST tiene la intención de interpretar la canción de forma acústica como apoyo, siendo acompañado por dos coristas que interpretaran las voces pregrabadas usando un filtro aplicado por el equipo de ingeniería para no comprometer la calidad del sonido.

### Un juez noruego en sustitución
El miembro del jurado noruego Per Sundnes hizo comentarios en el programa de avance de NRK Adresse Kiev el 17 de abril de 2017 sobre el representante irlandés Brendan Murray, diciendo: «Ha pasado mucho tiempo desde que quedaron bien y no creo que lo vayan a hacer de nuevo. Intentan la misma fórmula año tras año». Los comentarios no fueron bienvenidos por la delegación irlandesa, que más tarde informó sobre ello a la UER.
El Irish Independent anunció el 8 de mayo que Sundnes había sido reemplazado por un presunto incumplimiento de las normas del jurado. Comentando sobre la decisión, el jefe de la delegación de Irlanda, Michael Kealy, dijo: «Me alegro de que la Unión Europea de Radiodifusión haya reaccionado rápidamente ante esta situación y que todos los miembros del jurado sean imparciales. Solo es justo que cada canción en el Festival de la Canción de Eurovisión sea juzgada con sus méritos individuales en la noche». Sundnes había sido intercambiado por Erland Bakke.
Sundnes declaró en una entrevista con Verdens Gang: «No sé nada sobre las cosas del jurado, es solo que no estoy [en eso]. No fue realmente sorprendente. La misma cosa pasó con Suecia el año pasado con el jurado profesional sueco».
NRK admitió que cometió un error al dejar a Sundness estar en el jurado profesional y en el panel de jurado de Adresse Kiev. No obstante, cuando fueron informados por la UER que lo que hizo estaba en contra de las reglas, rectificaron la situación rápidamente. El gerente de proyectos del Melodi Grand Prix, Stig Karlsen, dijo: «Hemos recibido algunas quejas de varios equipos donde Per ha estado de jurado, mientras que al mismo tiempo ha sido significativo en el programa. Por lo tanto, hemos hecho una nueva evaluación».

### Problemas técnicos estonios
El 11 de mayo de 2017, durante la transmisión de la segunda semifinal, el micrófono de la representante estonia pareció haber no funcionado bien, ya que la cantante Laura Põldvere no pudo ser escuchada durante dos segundos por los telespectadores. Se reveló más tarde que la delegación estonia consideró solicitar a la UER que permitiera a Koit Toome y Laura a interpretar su tema «Verona» de nuevo como resultado del error, pero luego decidieron no hacerlo. Mart Normet, el jefe de delegación de Estonia, explicó que «si ha habido una actuación tan poderosa por tres minutos y han dado un máximo absoluto, esta energía no volverá cuando vuelvas al escenario otra vez». La UER respondió a la situación, presuntamente describiendo el error como «puramente técnico», ya que el micrófono debía haberse encendido por sí solo. En su lugar, un técnico de sonido se vio forzado a encender el micrófono. El país finalmente no alcanzó la gran final, y Põldvere expresó su malestar, aunque declaró que «no creo que haya sido tremendamente influenciado cuando algunas palabras no han sido oídas».

### Mensaje político de Salvador Sobral
Después de que el representante de Portugal, Salvador Sobral, llevara un jersey con el texto «S.O.S. Refugees» en él durante la rueda de prensa de la primera semifinal, la UER ordenó una prohibición de manera que no pudiera llevarla por el resto del festival. Allí, Sobral explicó que el mensaje detrás del jersey era animar a Italia, Grecia y Turquía a abrir sus fronteras para los refugiados. La UER explicó que su jersey fue usada como un «mensaje político», lo que viola las normas del festival.

### Invasión de la actuación de Jamala
Durante la actuación de Jamala en el intervalo de votación de la final, donde presentó su tema «I Believe In U», un hombre con una bandera australiana invadió el escenario y brevemente mostró sus nalgas antes de ser retirado por el cuerpo de seguridad. Más tarde se informó de que la identidad del hombre era, en realidad, el bromista ucraniano Vitalii Sediuk.

## Álbum oficial
Eurovision Song Contest: Kyiv 2017 es el álbum oficial del festival, elaborado por la Unión Europea de Radiodifusión. Se lanzó digitalmente mediante Universal Music Group 21 de abril de 2017 y físicamente el 28 de abril. El álbum consta de las 43 canciones participantes, incluyendo las semifinalistas que no logren pasar a la final.
| CD 1  |                                      |          |  |
| N.º   | Título                               | Duración |  |
| 1.    | «World» (Albania)                    | 2:56     |  |
| 2.    | «Fly with Me» (Armenia)              | 2:59     |  |
| 3.    | «Don't Come Easy» (Australia)        | 3:04     |  |
| 4.    | «Running on Air» (Austria)           | 2:47     |  |
| 5.    | «Skeletons» (Azerbaiyán)             | 2:59     |  |
| 6.    | «City Lights» (Bélgica)              | 2:54     |  |
| 7.    | «Beautiful Mess» (Bulgaria)          | 3:00     |  |
| 8.    | «Story of My Life» (Bielorrusia)     | 3:00     |  |
| 9.    | «Apollo» (Suiza)                     | 2:59     |  |
| 10.   | «Gravity» (Chipre)                   | 2:59     |  |
| 11.   | «My Turn» (República Checa)          | 2:58     |  |
| 12.   | «Perfect Life» (Alemania)            | 3:00     |  |
| 13.   | «Where I Am» (Dinamarca)             | 2:59     |  |
| 14.   | «Do It for Your Lover» (España)      | 3:00     |  |
| 15.   | «Verona» (Estonia)                   | 3:02     |  |
| 16.   | «Blackbird» (Finlandia)              | 3:06     |  |
| 17.   | «Requiem» (Francia)                  | 3:00     |  |
| 18.   | «Never Give Up on You» (Reino Unido) | 3:00     |  |
| 19.   | «Keep The Faith» (Georgia)           | 2:58     |  |
| 20.   | «This Is Love» (Grecia)              | 3:01     |  |
| 21.   | «My Friend» (Croacia)                | 3:00     |  |
| 22.   | «Origo» (Hungría)                    | 3:03     |  |
| 65:44 |                                      |          |  |

| CD 2  |                                     |          |  |
| N.º   | Título                              | Duración |  |
| 1.    | «Dying to Try» (Irlanda)            | 3:00     |  |
| 2.    | «Paper» (Islandia)                  | 2:59     |  |
| 3.    | «I Feel Alive» (Israel)             | 3:00     |  |
| 4.    | «Occidentali's Karma» (Italia)      | 3:03     |  |
| 5.    | «Rain of Revolution» (Lituania)     | 3.05     |  |
| 6.    | «Line» (Letonia)                    | 3:08     |  |
| 7.    | «Hey, Mamma!» (Moldavia)            | 2:59     |  |
| 8.    | «Dance Alone» (Macedonia (ARY))     | 3:06     |  |
| 9.    | «Breathlessly» (Malta)              | 3:00     |  |
| 10.   | «Space» (Montenegro)                | 2:59     |  |
| 11.   | «Lights and Shadows» (Países Bajos) | 3:00     |  |
| 12.   | «Grab the Moment» (Noruega)         | 2:55     |  |
| 13.   | «Flashlight» (Polonia)              | 3:00     |  |
| 14.   | «Amar pelos dois» (Portugal)        | 3:00     |  |
| 15.   | «Yodel It!» (Rumania)               | 2:56     |  |
| 16.   | «Flame Is Burning» (Rusia)          | 3:02     |  |
| 17.   | «Spirit of the Night» (San Marino)  | 3:05     |  |
| 18.   | «In Too Deep» (Serbia)              | 3:07     |  |
| 19.   | «On My Way» (Eslovenia)             | 3:00     |  |
| 20.   | «I Can't Go On» (Suecia)            | 3:03     |  |
| 21.   | «Time» (Ucrania)                    | 3:04     |  |
| 63:31 |                                     |          |  |